# Pilot (band)
Pilot is een Schotse band, die midden jaren zeventig een aantal hits heeft gehad. De musici van de band werden later meer bekend als begeleiders in The Alan Parsons Project. Pilot is een verklanking van de eerste letters van de achternamen van de oorspronkelijke drie leden (Paton, Lyall, Tosh).

## Geschiedenis
David Paton en William Lyall kennen elkaar van 1970, toen zij beide betrokken waren bij de Bay City Rollers. Voordat die band serieus werd, waren de heren alweer vertrokken. In 1971 ontmoeten de beide heren elkaar weer in Edinburgh, in de plaatselijke bibliotheek en beginnen weer demos op te nemen (Craighall Demos). Later voegen eerst Stuart Tosh en later Ian Bairnson zich bij de twee en in 1973 is Pilot opgericht. Al op de demo’s is te horen waar de muziek naartoe gaat. Soft pop, die af en toe grote gelijkenis vertoont met Paul McCartney‘s band Wings en de latere muziek van Alan Parsons.
In Nederland zijn ze vooral bekend van twee bescheiden hits:
- Magic uit 1974, dat hier in de hitparade belandt, maar enorme successen kent in het Verenigd Koninkrijk en de Verenigde Staten, respectievelijk nrs 11 en 5 in de plaatselijke lijsten;
- January uit 1975, ook hier in de hitparade, maar nr. 1 in Engeland.

Daarna volgen nog wel hitjes in het buitenland, maar die bereiken Nederland niet meer.

## Musici
- David Paton – basgitaar, zang;
- Ian Bairnson – gitaar, zang
- William Lyall – toetsen, zang
- Stuart Tosh – slagwerk.

Na samen drie albums te hebben gemaakt stapt Tosh over naar 10cc en Lyall begint voor zich zelf, met name Paton is kwaad over het vertrek van Lyall. Na Two's a Crowd verdwijnt Pilot geheel van het podium en gaat op in The Alan Parsons Project.
William Lyall maakt één soloalbum; Paton komt ook met soloalbums; Ian Bairnson is al jaren bezig met een soloalbum.
De band blijft ongekend populair in Japan, ondanks dat ze niet (meer) bestaan. In 2002 komt in eens een nieuw album uit Blue Yonder; dat opnieuw opgenomen oude composities bevat; het wordt alleen in Japan uitgebracht. In 2006 volgt dan de release van Two's a Crowd op cd; ook weer in Japan.
Lyall overlijdt in 1989 aan aids. Paton en Bairson spelen als studiomusici op allerlei albums, zoals b.v. van Kate Bush.

## Discografie

### Singles
- Magic / Just le me be
- January / Never give up
- Call me round / Do me good
- Just a smile / Don’t spek loudly
- Just a smile / Are you in love?
- Lady Luck / Dear artist
- Running water / First after me
- Canada / The mover
- Penny in my pocket / Steps

### Albums
- 1974: From the Album with the Same Name
- 1975: Second Flight
- 1976: Morin Heights
- 1977: Two's a Crowd
- 2002: Blue Yonder
- 2004: A's, B's and Rarities
- 2007: Craighall Demos
- 2005: Two's a Crowd (Heruitgave als CD, alleen in Japan)
- 2014: A Pilot Project – Tribute album aan The Alan Parsons Project (alleen in Japan)
- 2019: The Traveller - Another Pilot Project – 2. Tributalbum zu The Alan Parsons Project
- 2020: The Albums (4 CD-Box-Set)
- 2021: The Magic EP (Alleen downloaden)
- 2022: The Magic Collection

Een aantal van hun liedjes komt terecht in films:
- Happy Gilmore (in de soundtrack); (1996)
- Herbie: Fully Loaded (in de soundtrack) (2005)
- The Magic Roundabout (in de soundtrack) (2005)
- Eve and the Firehorse ("Magic" in de soundtrack) (2005)
- Magicians (2007)
- Mr. Magorium's Wonder Emporium (2007)
- Wizards of Waverly Place ("Magic" in de soundtrack, performed by Selena Gomez) (2009)

### NPO Radio 2 Top 2000
| Nummer met noteringen in de NPO Radio 2 Top 2000 | '00  | '01  |
| ------------------------------------------------ | ---- | ---- |
| Magic                                            | 1850 | 1930 |

1. ↑  Een vetgedrukt getal geeft de hoogste notering aan.
2. ↑  2000 was het eerste jaar met een notering voor dit nummer.
3. ↑  Deze tabel is bijgewerkt tot en met de laatste editie (2024).